# Richland (Nebraska)
Richland è un comune degli Stati Uniti d'America, situato nello Stato del Nebraska, nella contea di Colfax.